# FIS wereldkampioenschappen snowboarden 2013
De FIS wereldkampioenschappen snowboarden 2013 werden van 15 tot en met 27 januari 2013 gehouden in Stoneham-et-Tewkesbury en Quebec (Big Air). Er stonden elf onderdelen op het programma, zes voor mannen en vijf voor vrouwen. Het programma is gelijk gebleven ten opzichte van 2011, het onderdeel Big Air stond enkel voor mannen op het programma.

## Programma
| Datum      | Tijd  | Mannen                         | Vrouwen                        |
| ---------- | ----- | ------------------------------ | ------------------------------ |
| 17 januari | 09:50 | Slopestyle (kwalificaties)     | Slopestyle (kwalificaties)     |
| 18 januari | 09:50 | Slopestyle (finales)           | Slopestyle (finales)           |
| 18 januari | 19:00 | Big Air (kwalificaties)        |                                |
| 19 januari | 10:00 | Halfpipe (kwalificaties)       | Halfpipe (kwalificaties)       |
| 19 januari | 17:00 | Big Air (finale)               |                                |
| 20 januari | 09:40 | Halfpipe (finales)             | Halfpipe (finales)             |
| 24 januari | 10:30 | Snowboardcross (kwalificaties) | Snowboardcross (kwalificaties) |
| 25 januari | 09:00 | Parallelreuzenslalom           | Parallelreuzenslalom           |
| 26 januari | 11:00 | Snowboardcross (finales)       | Snowboardcross (finales)       |
| 27 januari | 13:00 | Parallelslalom                 | Parallelslalom                 |

## Medailles

### Mannen
| Onderdeel            | Goud | Goud                | Zilver | Zilver             | Brons | Brons              |
| -------------------- | ---- | ------------------- | ------ | ------------------ | ----- | ------------------ |
| Big Air              | FIN  | Roope Tonteri       | SWE    | Niklas Mattsson    | BEL   | Seppe Smits        |
| Halfpipe             | SUI  | Iouri Podladtchikov | JPN    | Taku Hiraoka       | FIN   | Markus Malin       |
| Parallelreuzenslalom | AUT  | Benjamin Karl       | ITA    | Roland Fischnaller | RUS   | Vic Wild           |
| Parallelslalom       | SLO  | Rok Marguč          | USA    | Justin Reiter      | ITA   | Roland Fischnaller |
| Slopestyle           | FIN  | Roope Tonteri       | CAN    | Mark McMorris      | FIN   | Janne Korpi        |
| Snowboardcross       | AUS  | Alex Pullin         | AUT    | Markus Schairer    | NOR   | Stian Sivertzen    |

### Vrouwen
| Onderdeel            | Goud | Goud                    | Zilver | Zilver            | Brons | Brons            |
| -------------------- | ---- | ----------------------- | ------ | ----------------- | ----- | ---------------- |
| Halfpipe             | USA  | Arielle Gold            | AUS    | Holly Crawford    | FRA   | Sophie Rodriguez |
| Parallelreuzenslalom | GER  | Isabella Laböck         | AUT    | Julia Dujmovits   | GER   | Amelie Kober     |
| Parallelslalom       | RUS  | Jekaterina Toedegesjeva | SUI    | Patrizia Kummer   | GER   | Amelie Kober     |
| Slopestyle           | CAN  | Spencer O'Brien         | SUI    | Sina Candrian     | AUS   | Torah Bright     |
| Snowboardcross       | CAN  | Maëlle Ricker           | CAN    | Dominique Maltais | NOR   | Helene Olafsen   |

### Medailleklassement
| Plaats | Land             | Goud | Zilver | Brons | Totaal |
| 1      | Canada           | 2    | 2      | 0     | 4      |
| 2      | Finland          | 2    | 0      | 2     | 4      |
| 3      | Oostenrijk       | 1    | 2      | 0     | 3      |
| 3      | Zwitserland      | 1    | 2      | 0     | 3      |
| 5      | Australië        | 1    | 1      | 1     | 3      |
| 6      | Verenigde Staten | 1    | 1      | 0     | 2      |
| 7      | Duitsland        | 1    | 0      | 2     | 3      |
| 8      | Rusland          | 1    | 0      | 1     | 2      |
| 9      | Slovenië         | 1    | 0      | 0     | 1      |
| 10     | Italië           | 0    | 1      | 1     | 2      |
| 11     | Japan            | 0    | 1      | 0     | 1      |
| 11     | Zweden           | 0    | 1      | 0     | 1      |
| 13     | Noorwegen        | 0    | 0      | 2     | 2      |
| 14     | België           | 0    | 0      | 1     | 1      |
| 14     | Frankrijk        | 0    | 0      | 1     | 1      |
| Totaal | Totaal           | 11   | 11     | 11    | 33     |